# بايستوم
بايستوم (بالإيطالية: Paestum)‏ هي مدينة يونانية قديمة كبرى على ساحل بحر طرانة في ماجنا غراسيا (جنوب إيطاليا). تشتهر بمعابدها اليونانية القديمة الثلاثة، والتي يعود تاريخها إلى 550 إلى 450 قبل الميلاد.